# Damel Flowers
Damel Flowers (* 28. Oktober 1960) ist ein ehemaliger belizischer Leichtathlet. Er war auf den 200-Meter-Lauf spezialisiert.
Flowers nahm an den Olympischen Sommerspielen 1984 in Los Angeles teil. Im Wettlauf über 200 m schied er in den Vorläufen aus.